# Video Goover
VIDEO G∞VER (ビデオ グーヴァー?, Video Gūvā) è la prima ed unica video-compilation degli High and Mighty Color.

## L'album
Pubblicato il 22 febbraio 2006, VIDEO G∞VER contiene i video promozionali di PRIDE, OVER, RUN☆RUN☆RUN e Days, nonché gli spot televisivi per i singoli e versioni alternative degli stessi. Tutte e quattro le tracce provengono dall'album G∞VER, uscito nel 2005, eccetto OVER (Precious Ver.), tratta dalla versione del 2004 del singolo.

## Tracce
Testi e musiche degli High and Mighty Color.
1. PRIDE
2. OVER
3. RUN☆RUN☆RUN
4. Days
5. PRIDE –TV SPOT–
6. OVER –TV SPOT–
7. RUN☆RUN☆RUN –TV SPOT–
8. Days –TV SPOT–
9. G∞VER –TV SPOT–
10. OVER (Precious Ver.)
11. Days (Director's Cut)
12. 2005.9.14 Put on Darkness –Opening Movie–

## Formazione
- Mākii – voce
- Yūsuke – voce
- Kazuto – chitarra solista; chitarra ritmica in PRIDE e Days; cori in OVER
- MEG – chitarra ritmica; chitarra solista in PRIDE e Days; cori in OVER
- Mackaz – basso
- SASSY – batteria

### Altri musicisti
- Mai Hoshimura – tastiere